# Kerstin Münstermann
Kerstin Münstermann (* 1974 in Wiesbaden) ist eine deutsche Journalistin. Seit Oktober 2020 leitet sie die Parlamentsredaktion der Rheinischen Post.

## Ausbildung
Münstermann begann ihre journalistische Laufbahn nach dem Abitur beim Wiesbadener Tagblatt. Anschließend studierte sie Politikwissenschaft und Journalismus in München und Washington. Sie arbeitete u. a. für Die Welt, die Deutsche Presse-Agentur und die dapd Nachrichtenagentur. Danach war sie bei der Funke Mediengruppe Chefkorrespondentin für Politik in Berlin. Im Jahr 2020 wechselte sie zur Rheinischen Post, wo sie die Leitung der Parlamentsredaktion übernahm.

## Veröffentlichungen (Auswahl)
- Reformglossar, in: Das Parlament, Heft 50, Frankfurter Societät, Frankfurt am Main 2016.